# Reuthener Moor
Das Naturschutzgebiet Reuthener Moor liegt auf dem Gebiet  der Gemeinde Felixsee im Landkreis Spree-Neiße in Brandenburg.
Das Gebiet mit der Kennnummer 1354 wurde mit Verordnung vom 30. September 1992 unter Naturschutz gestellt. Das rund 95,5 ha große Naturschutzgebiet erstreckt sich nordöstlich von Reuthen, einem Ortsteil der Gemeinde Felixsee. Südlich des Gebietes verlaufen die B 156 und die Landesgrenze zu Sachsen, östlich verläuft die Landesstraße L 149 und erstreckt sich das rund 93,3 ha große Naturschutzgebiet Faltenbogen südlich Döbern.
Bezüglich des ökologischen Moortyps ist das Reuthener Moor als Sauer-Armmoor mit kleinen Sauer-Zwischenmoor-Bereichen einzuordnen.